# Sant Pere Petit de Santa Coloma de Farners
Sant Pere Petit de Santa Coloma de Farners és una petita capella de Santa Coloma de Farners (Selva) inclosa a l'Inventari del Patrimoni Arquitectònic de Catalunya.

## Descripció
Restes d'una antiga capella de la que només queda el petit absis semicircular de maçoneria amb llinda de pedra granítica. A l'interior, la volta conserva encara alguns vestigis de la pintura al fresc amb motius geomètrics.

## Història
La capella es va construir l'any 1732 per la gent de la contrada per tal de controlar les tempestes i pedregades a la vall de Santa Coloma sota l'advocació de Sant Pere. L'any 1809 va ser destruïda per les tropes franceses i, posteriorment, s'aprofità l'absis com a oratori. Actualment està abandonada.